# Brytyjskie Wyspy Dziewicze na letnich igrzyskach olimpijskich
Reprezentanci Brytyjskich Wysp Dziewiczych wystąpili na letnich igrzyskach olimpijskich.
Na razie Brytyjskie Wyspy Dziewicze nie zdobyły żadnego medalu podczas letnich igrzysk olimpijskich.

## Klasyfikacja medalowa
| Miejsce             |   |   |   | Razem |
| ------------------- | - | - | - | ----- |
| 1984 L.A.           | 0 | 0 | 0 | 0     |
| 1988 Seul           | 0 | 0 | 0 | 0     |
| 1992 Barcelona      | 0 | 0 | 0 | 0     |
| 1996 Atlanta        | 0 | 0 | 0 | 0     |
| 2000 Sydney         | 0 | 0 | 0 | 0     |
| 2004 Ateny          | 0 | 0 | 0 | 0     |
| 2008 Pekin          | 0 | 0 | 0 | 0     |
| 2012 Londyn         | 0 | 0 | 0 | 0     |
| 2016 Rio de Janeiro | 0 | 0 | 0 | 0     |
| 2020 Tokio          | 0 | 0 | 0 | 0     |

## Medaliści letnich igrzysk olimpijskich pochodzących z Brytyjskich Wysp Dziewiczych

### Złote medale
Brak

### Srebrne medale
Brak

### Brązowe medale
Brak